# Blue Moon (veicolo spaziale)
Il Blue Moon è un lander lunare proposto e progettato per i viaggi lunari da Blue Origin; esso fa parte dell'omonima missione Blue Moon in cui si pianifica il raggiungimento della Luna con questa nave spaziale per il 2024.
É un veicolo spaziale, inizialmente senza equipaggio, progettato per fornire un servizio di trasporto merci sulla superficie della Luna. Blue Moon deriva dalla tecnologia ad atterraggio verticale usata nel razzo turistico suborbitale New Shepard di Blue Origin
Il lander sarebbe capace di trasportare 4500 kg di materiale sulla superficie della Luna.
Blue Origin ha iniziato lo sviluppo del veicolo nel 2016, annunciandolo pubblicamente nel 2017 ed esibendo un modello in scala reale del lander nel maggio 2019. Il veicolo sarebbe anche in grado di aiutare la NASA nelle attività dello spazio cislunare.  La prima missione è prevista per il 2024 nella regione polare meridionale e, successivamente, il veicolo effettuerà una serie di voli per portare materiale e trasferire ghiaccio dal Cratere Shackleton, al fine di fondare la prima colonia lunare  come immaginato da Jeff Bezos, CEO di Blue Origin.
A marzo 2024 è stato annunciato che il primo lancio del lander, denominato Blue Moon MK1, avrà luogo nel 2025.